# Paul Andreu

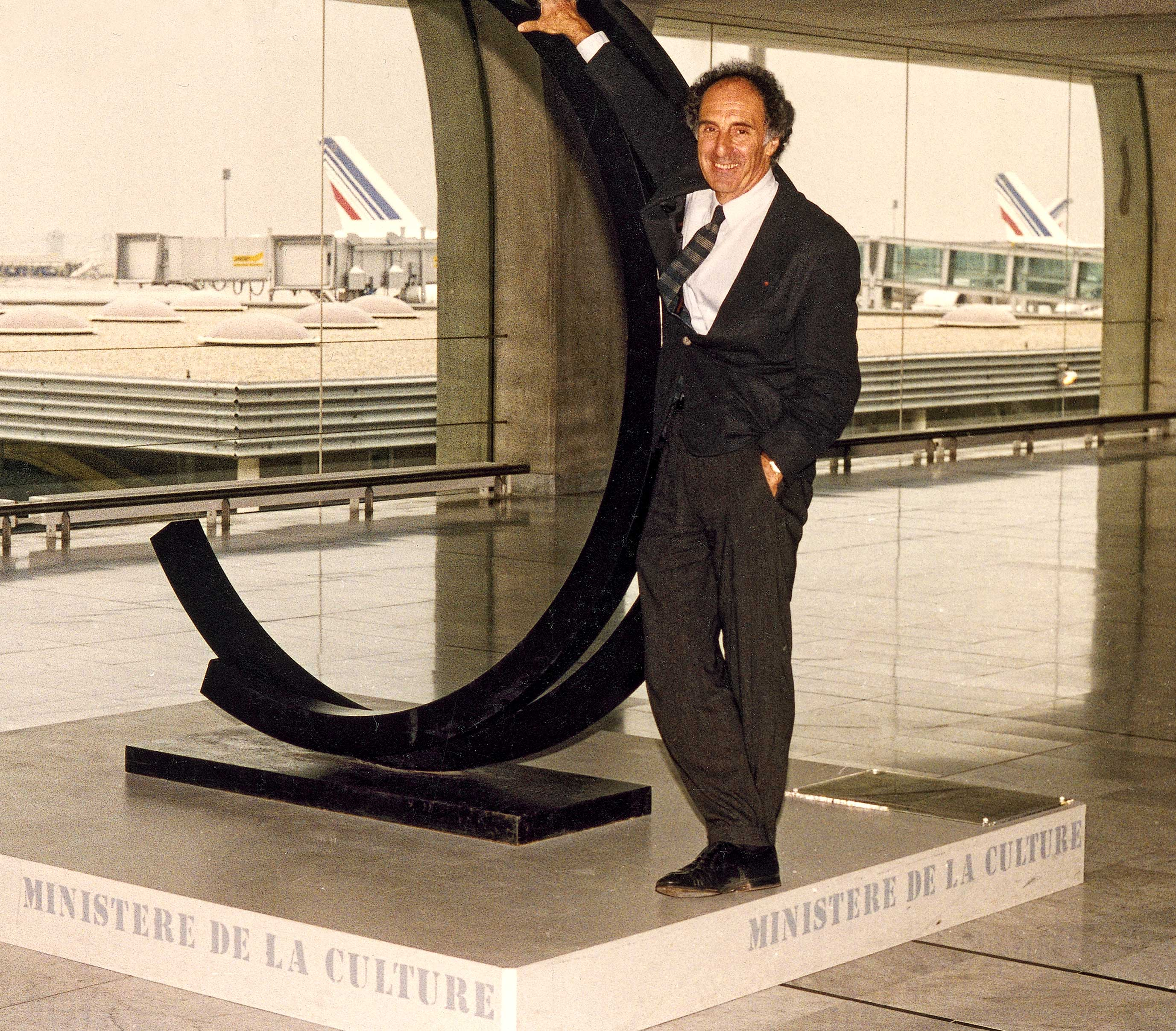
Paul Andreu a Roissy nel 1996

Paul Andreu (Caudéran, 10 luglio 1938 – Parigi, 11 ottobre 2018) è stato un ingegnere, architetto, scrittore e pittore francese, specialista delle costruzioni aeroportuali e molto conosciuto per avere progettato numerosi aeroporti in tutto il mondo.

## Biografia
Diplomato all'École polytechnique nel 1958, diventa ingegnere nel 1963 presso l'École nationale des ponts et chaussées e architetto DPLG nel 1968 presso l'École nationale supérieure des beaux-arts.
Paul Andreu entra nel gruppo "Groupe ADP" come ingegnere del dipartimento lavori poi del dipartimento architettura nel 1968. Nel 1974, egli diventa architetto capo e direttore dei progetti poi direttore dell'architettura e dell'ingegneria nel 1979.
Il nome di Paul Andreu è indissociabile dall'aeroporto di Parigi Charles de Gaulle, tra 1967 e il 2003, l'architetto realizza l'Aérogare 1, la torre di controllo, la stazione ferroviaria RER e TGV, l'edificio di Air France, l'Aérogare 2 (moduli A, B, C, D, E ed F) e altri equipaggiamenti dell'aeroporto.
La sua geometria circolare (CDG-1) o semicircolare (CDG-2) marcherà, per diversi anni, la progettazione dei terminals del mondo intero.
Con l'équipe di ADP Ingénierie (ADPI), Paul Andreu ha progettato 20 aeroporti, tra i quali quelli di Abu Dhabi, di Giacarta, de Il Cairo, la prima aerostazione di Santiago del Cile, di Dar Es Salaam, del Brunei, di Nizza, di Bordeaux, di Pointe-à-Pitre; tra i suoi progetti più importanti figurano anche la Grande Arche de La Défense (portando a termine il progetto di Johann Otto von Spreckelsen) e il terminal francese del tunnel della Manica.
Egli lascia il Gruppo ADP nel 2003 per fondare la sua propria agenzia d'architettura a Parigi.
Il 23 maggio 2004 una parte del terminal 2E, inaugurato nel 2003, dell'aeroporto di Parigi Charles de Gaulle collassò su sé stessa, uccidendo quattro persone. La commissione di inchiesta amministrativa del Ministero attribuì il collasso «a due eventi simultanei ed interdipendenti. Da un lato, la piegatura e la perforazione del guscio di cemento armato dai contrafforti che dovevano sostenerlo. D'altra parte, la rottura e la caduta della trave che supportava il guscio. L'origine di questi due eventi, piuttosto che legata a una singola causalità, appare come il risultato della congiunzione di fatti che si sono combinati per portare alla rovina una struttura le cui riserve iniziali di sicurezza erano deboli».
Il terminal 2E era il settimo terminal progettato da Andreu all'aeroporto di Parigi Charles de Gaulle e venne descritto dall'architetto come «audace» ma «non rivoluzionario».
Il terminal 2E sarà poi completamente ricostruito nel 2008; il processo circa le responsabilità del crollo, che coinvolge ADP e altre tre società, è previsto a dicembre 2018.
Il 27 settembre 2004, durante la costruzione del Terminal 3 dell'aeroporto Internazionale di Dubai ci fu un crollo di un muro con la conseguente morte di cinque persone; ADP però non era coinvolta nella costruzione del terminal.
Dalla fine degli anni 1990, Andreu fu molto attivo in Cina, la sua opera principale è il Centro Nazionale per le Arti dello Spettacolo (ufficialmente "Grande Teatro Nazionale", noto anche come "Opera di Pechino") a Pechino, altre realizzazioni importanti sono il Centro delle Arti Orientali di Shanghai, il Centro della cultura e delle arti di Suzhou, il Centro amministrativo di Chengdu, il Memoriale del terremoto del Sichuan, il Museo archeologico di Taiyuan e il Centro culturale di Jinan (Opera di Jinan), ma anche gli studi per il Centro di Esposizioni di Ningbo (2012) o per la trasformazione dell'antico eliporto di Jiuzhou in giardino a Zhuhai (2016).
Oltre all'attività di ingegnere ed architetto, Andreu fu anche 
disegnatore-designer,
decoratore,
pittore e
scrittore (nel 2009 il libro di Andreu "La maison" fu selezionato tra i sei titoli per il Premio Goncourt del Primo romanzo).
Paul Andreu era membro dell'Académie des beaux-arts (sezione architettura dal 19 giugno 1996), della Commission nationale des monuments historiques, dell'Institut pour la recherche appliquée et l'expérimentation en génie civil, dell'Académie de l'air et de l'espace, dell'Académie d'architecture, dell'Académie des technologies (dal 2008) e dell'International Academy of Architecture di Sofia. Nel 2015, 2016, Andreu era membro della giuria del Prix Versailles.
Paul Andreu è morto l'11 ottobre 2018 ad 80 anni a Parigi; la sua ultima apparizione in pubblico è stata l'8 ottobre in occasione dell'inaugurazione di un'esposizione in onore di Tadao Andō al Centre Pompidou, in presenza tra gli altri di Dominique Perrault, Christian de Portzamparc, Renzo Piano e Jean Nouvel.

## Realizzazioni

### Architettura
Realizzazioni

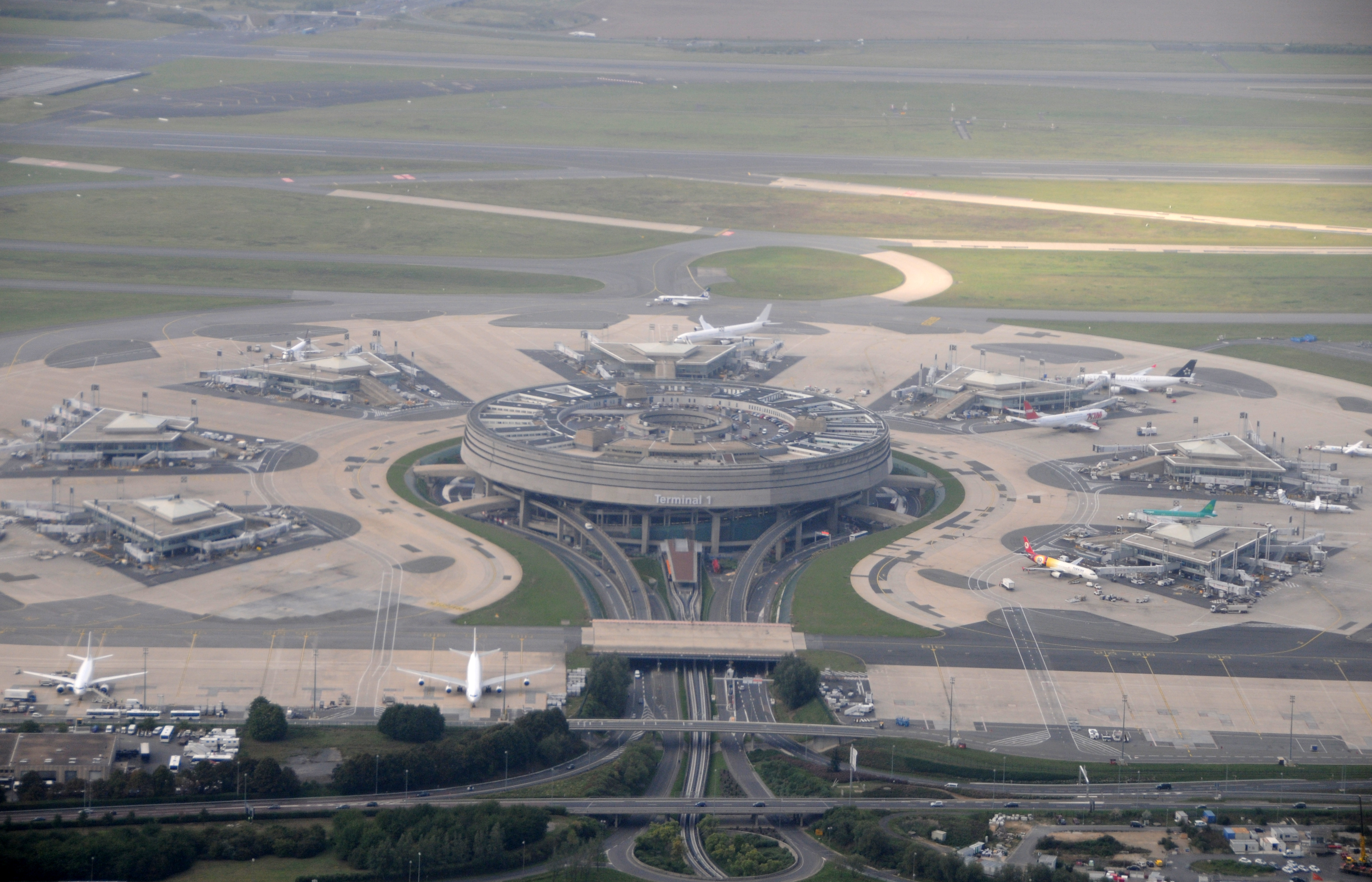
Aeroporto di Parigi Charles de Gaulle Aérogare 1

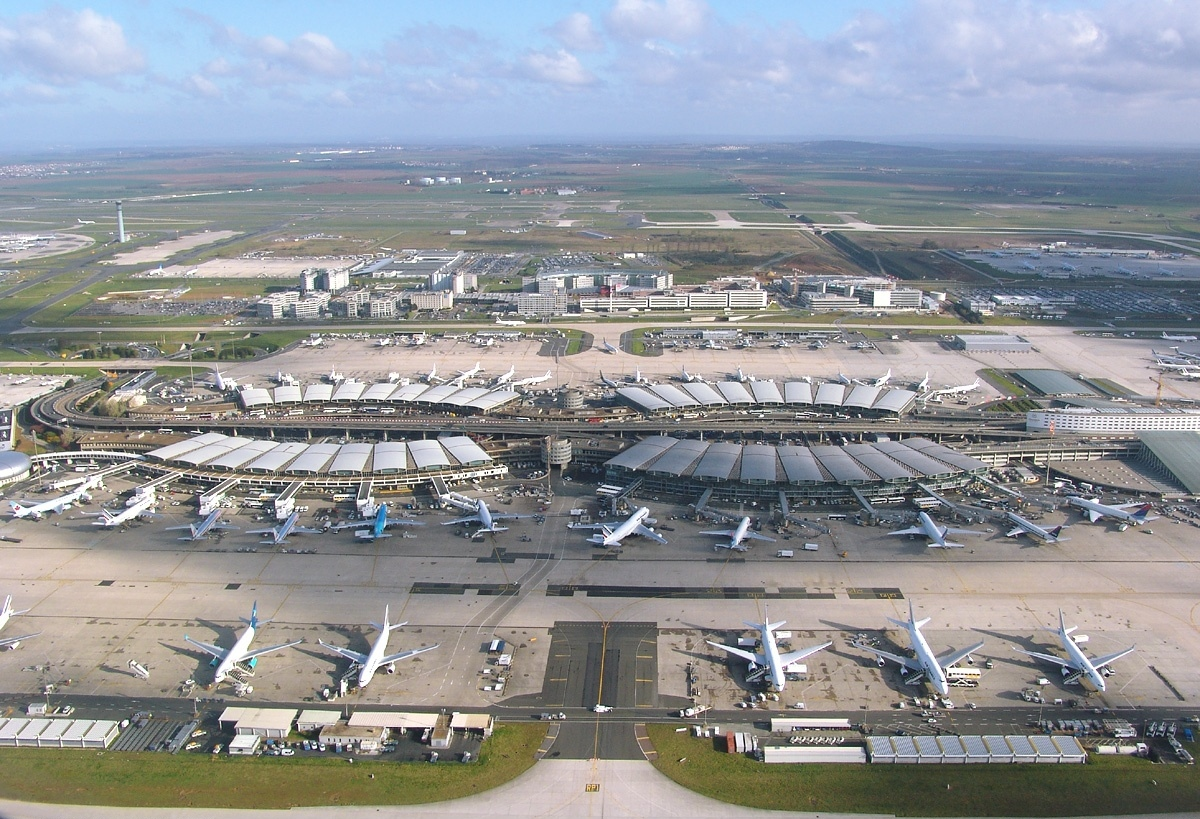
Aeroporto di Parigi Charles de Gaulle Aérogare 2 (A, B, C e D)

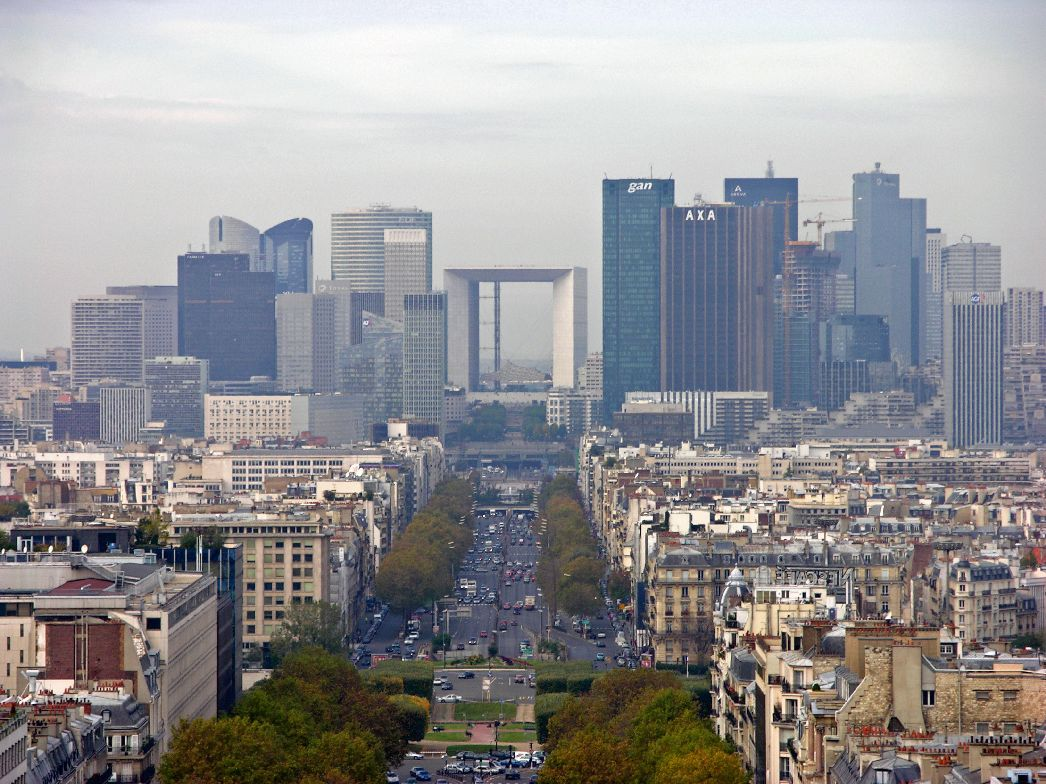
Grande Arche de La Défense (al centro)

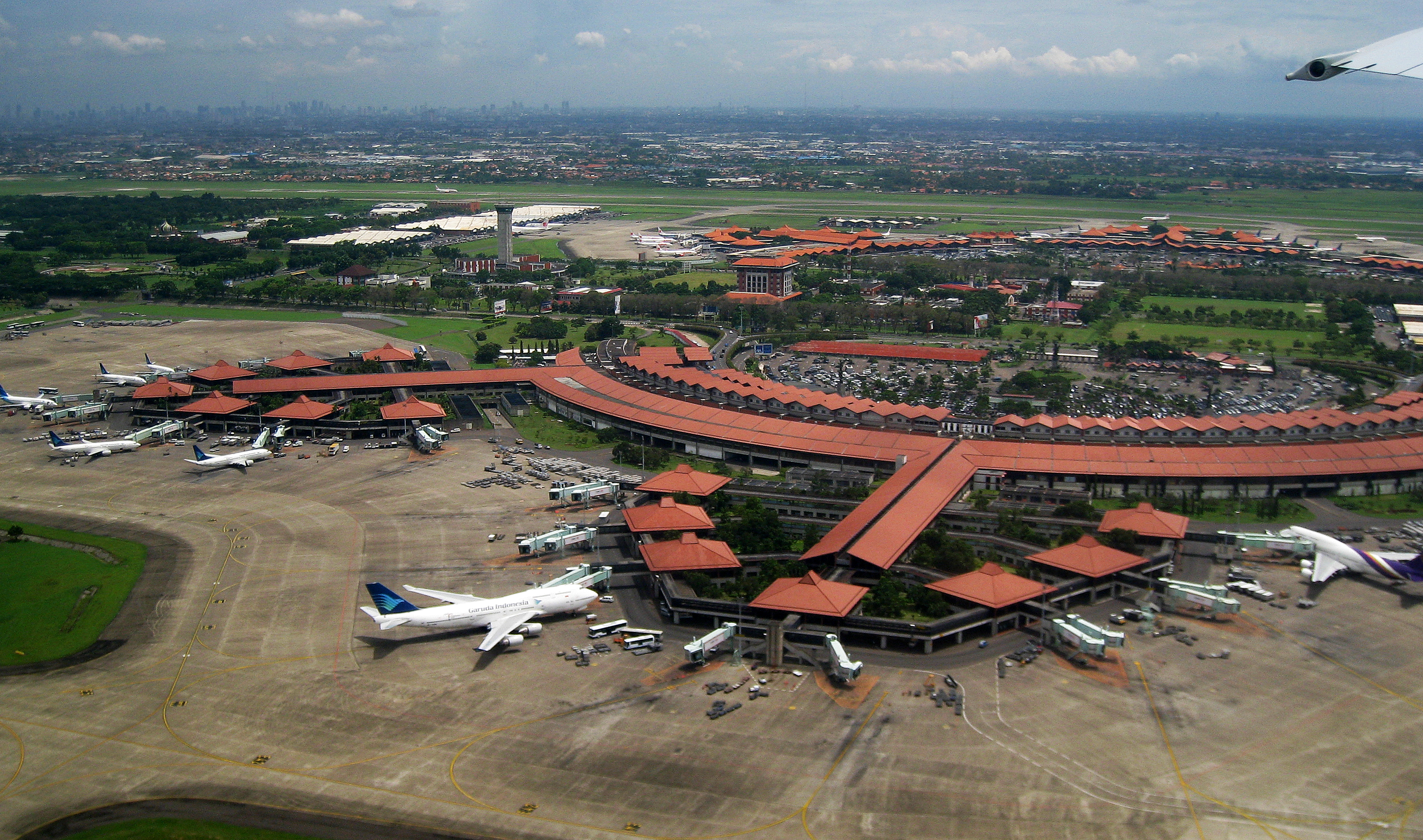
Aeroporto Internazionale di Giacarta-Soekarno-Hatta

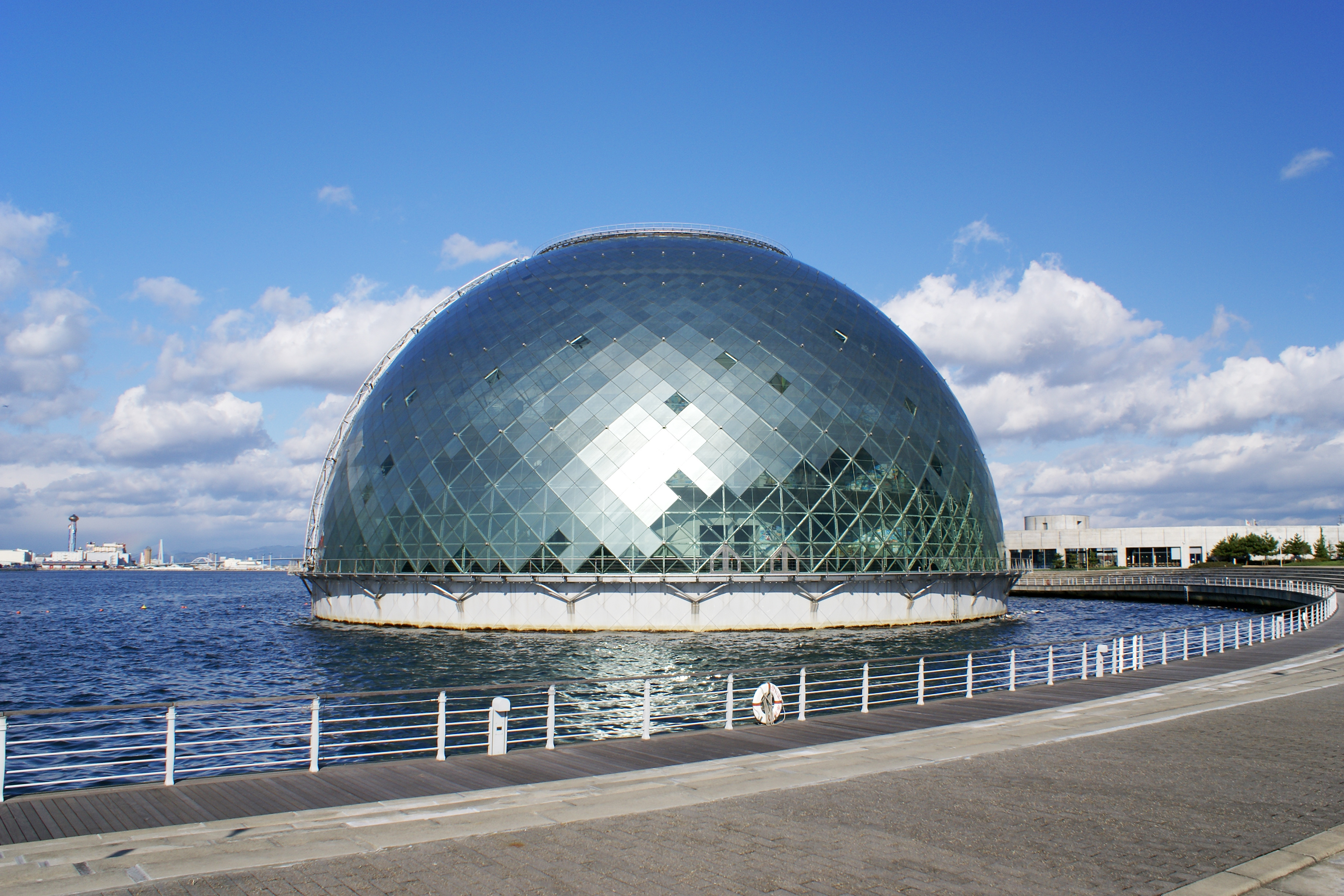
Museo marittimo di Osaka

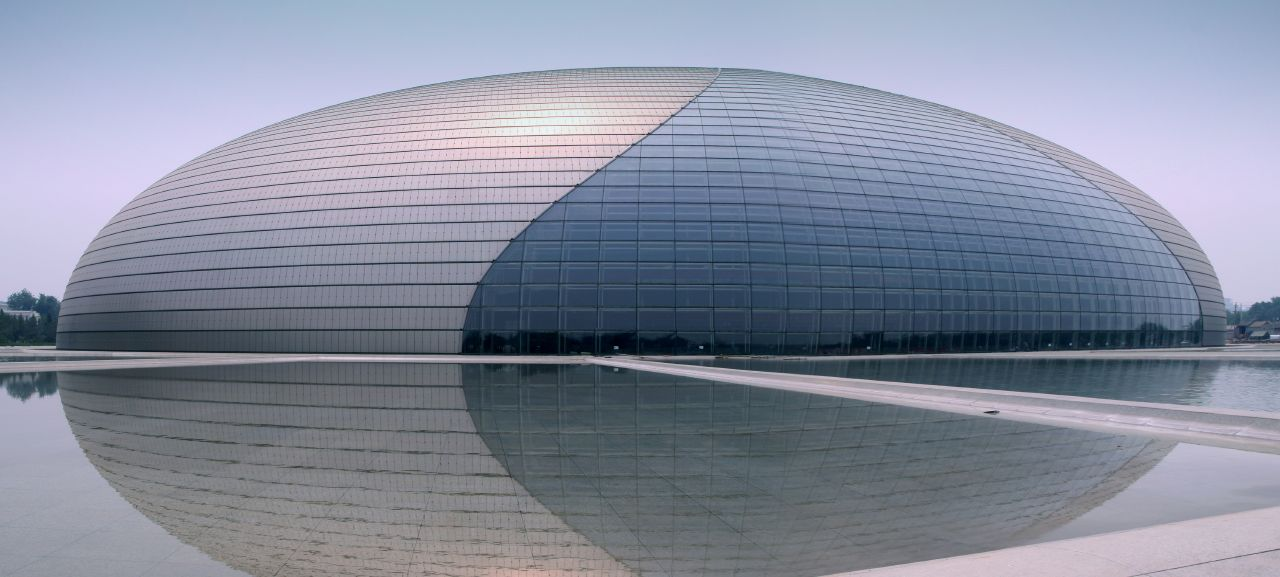
Centro Nazionale per le Arti dello Spettacolo

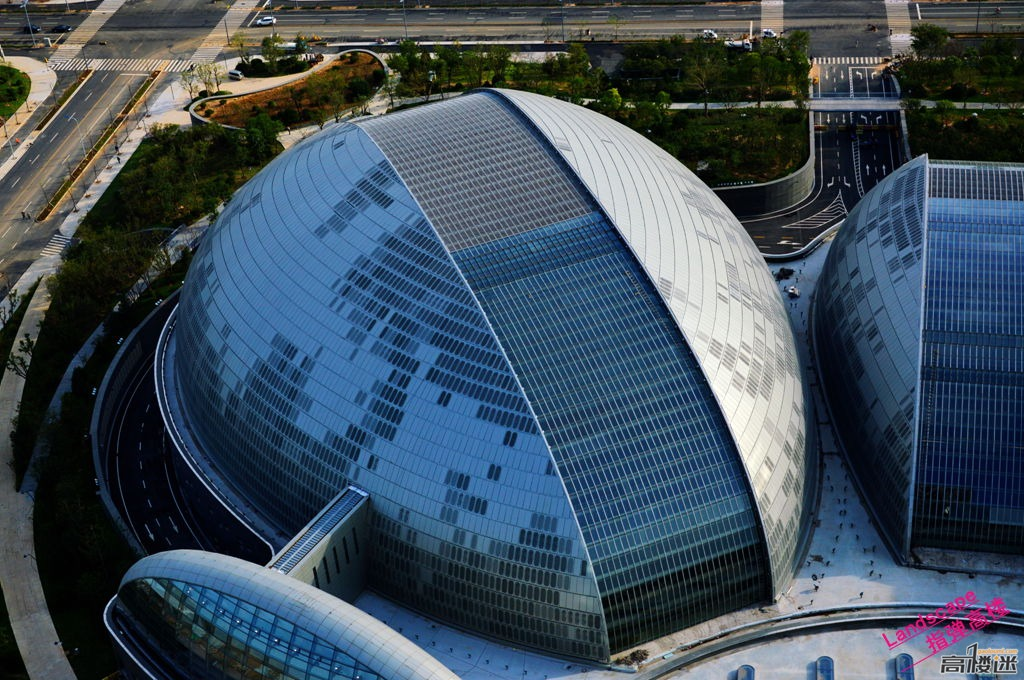
Centro culturale di Jinan

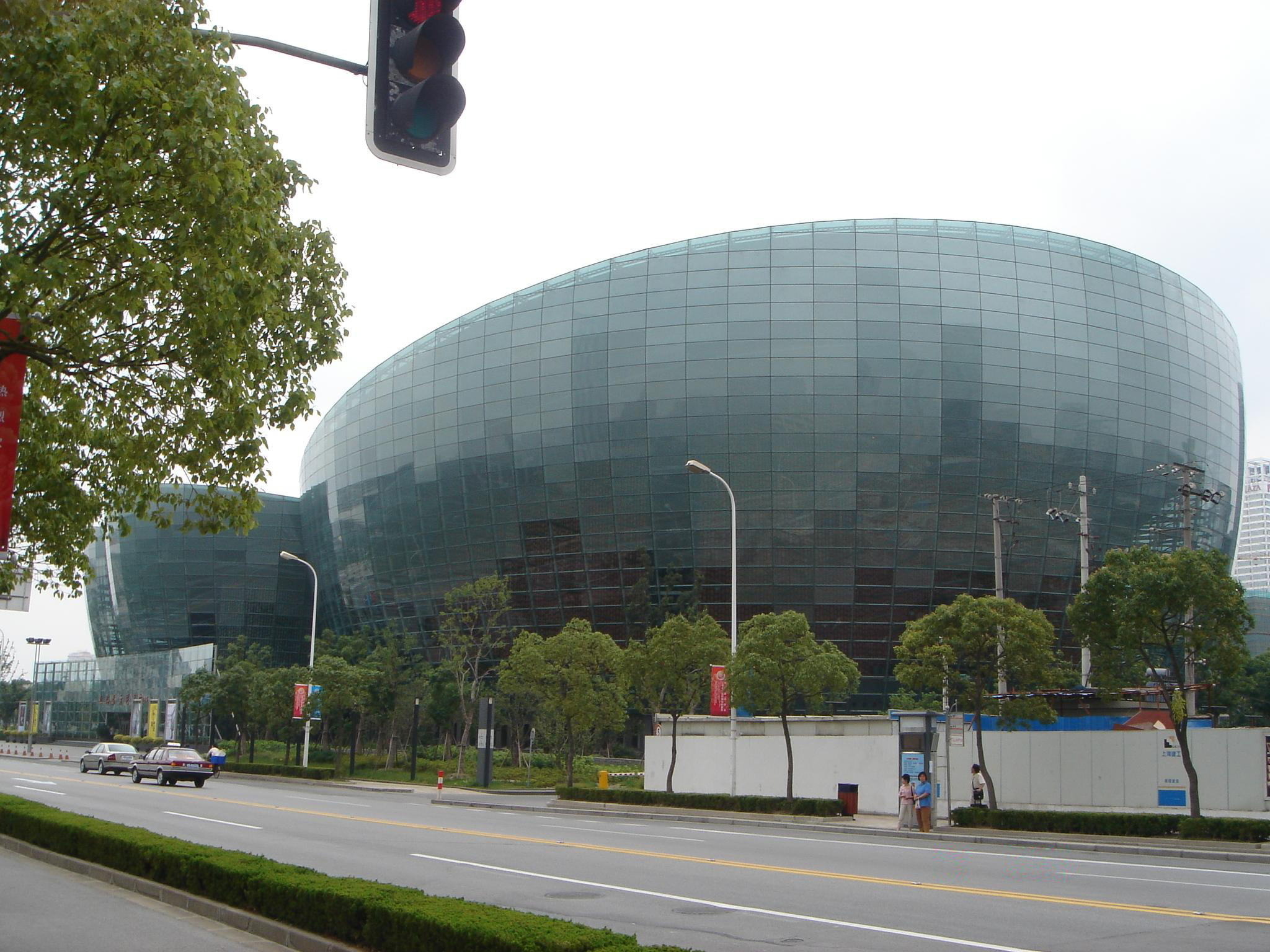
Oriental Art Center

- 1967-2003 : Aeroporto di Parigi Charles de Gaulle (Île-de-France): 
  - Aérogare 1 (1967-1974);
  - Torre di controllo (1967-1974);
  - Centrale telefonica, centrale termo-frigo-elettrica, illuminazione stradale (1967-1974);
  - Serbatoio d'acqua (1972-1974);
  - Stazione del RER (1972-1976);
  - Aérogare 2, moduli A e B (1972-1982);
  - Edificio di Air France (1979-1983);
  - Aérogare 2-D (1985-1989);
  - Aérogare 2-C (1985-1993);
  - Stazione TGV (1989-1995);
  - Hôtel Sheraton/Méridien (1989-1996);
  - Aérogare 2-F (1989-1998);
  - Aérogare 2-E (1997-2003).
- 1974-1982 : Nuovo aeroporto di Abu Dhabi (Emirati Arabi Uniti).
- 1975-1985 : Centrale nucleare di Cruas (Rodano-Alpi).
- 1976-1979 : Aeroporto di Dacca, nuovo terminal (Bangladesh).
- 1977-1984 : Aeroporto di Dar Es-Salaam, nuovo terminal e torre di controllo (Tanzania).
- 1977-1985 : Nuovo aeroporto di Giacarta Soekarno-Hatta, fase 1 (Indonesia).
- 1977-1986 : Aeroporto del Cairo, terminal 2 (Egitto).
- 1980-1987 : Aeroporto di Nizza Costa Azzurra, terminal 2 (Provenza-Alpi-Costa Azzurra).
- 1982-1985 : Aeroporto di Conakry, nuovo terminal (Guinea).
- 1982-1987 : Aeroporto del Brunei, estensione e ristrutturazione del terminal (Brunei).
- 1983-1989 : Posto di dogana Saint-Louis-Basilea (Francia-Svizzera).
- 1984-1989 : Grande Arche de La Défense, in associazione con Johann Otto von Spreckelsen.
- 1984-1991 : Nuovo aeroporto di Giacarta Soekarno-Hatta, fase 2 (Indonesia).
- 1985-1993 : Terminal francese del tunnel della Manica (Nord-Passo di Calais).
- 1987-1990 : Aeroporto di Montpellier Méditerranée, estensione del terminal (Linguadoca-Rossiglione).
- 1987-1994 : Nuovo aeroporto Internazionale del Kansai, progettazione del terminal (Giappone).
- 1988-1991 : Trampolino del salto con gli sci per i giochi olimpici del 1992 a Saint-Bon-Tarentaise (Rodano-Alpi)
- 1989-1993 : Aeroporto di Parigi Orly, estensione del terminal Ovest, hall I (Île-de-France).
- 1989-1996 : Aeroporto di Bordeaux Mérignac (Aquitania).
- 1990-1996 : Aeroporto Internazionale di Pointe-à-Pitre, nuovo terminal (Guadalupa).
- 1990-1999 : Parigi, Seine Rive Gauche, Avenue de France (Île-de-France).
- 1991-1994 : Aeroporto Internazionale Comodoro Arturo Merino Benítez, nuovo terminal (Cile).
- 1991-1994 : Aeroporto internazionale di Sanya-Phoenix (Cina).
- 1991-1994 : Centre commercial "Cité Europe" a Calais (Nord-Passo di Calais).
- 1993-2000 : Museo marittimo di Osaka (Giappone).
- 1995-1998 : Aeroporto Internazionale di Teheran-Imam Khomeini (Iran).
- 1995-1998 : Aeroporto internazionale d'Eldoret (Kenya).
- 1996-1999 : Aeroporto di Shanghai-Pudong (Cina).
- 1996-2005 : Aeroporto Internazionale di Abu Dhabi, Modulo 2 (Emirati Arabi Uniti).
- 1997-2002 : Aeroporto di Nizza Costa Azzurra, estensione terminal 2 (Provenza-Alpi-Costa Azzurra).
- 1998-2001 : Complesso Omnisports di Canton (Cina).
- 1999-2007 : Centro Nazionale per le Arti dello Spettacolo "Grande Teatro Nazionale" (Cina).
- 2000-2004 : Centro delle Arti Orientali di Shanghai (Cina).
- 2000-2005 : Aeroporto Internazionale di Dubai, terminal 3 (Emirati Arabi Uniti).
- 2003-2008 : Centro della cultura e delle arti di Suzhou (Cina).
- 2004-2006 : Sito archeologico di Bibracte - Monte Beuvray (Borgogna).
- 2004-2007 : Centro amministrativo di Chengdu (Cina).
- 2004-2007 : Hôtel del Centro delle Arti Orientali di Shanghai (Cina).
- 2005-2007 : Villa a Cannes (Provenza-Alpi-Costa Azzurra).
- 2006-2008 : Complesso di uffici a Chengdu (Cina).
- 2006-2008 : Memoriale del terremoto del Sichuan, epicentro del sisma (Cina).
- 2007-2011 : Museo archeologico di Taiyuan (Cina).
- 2010-2013 : Centro culturale di Jinan "Opera di Jinan" (Cina).
- 2011-2014 : Cité municipale di Bordeaux (Aquitania)
- 2013-in corso : Complesso commerciale e sale di spettacoli a Guiyang (Cina).
- 2014-2016 : Centro di spettacoli e di congressi a Le Havre (Alta Normandia).
- 2015-2016 : Studio di una galleria d'arte a Canton (Cina).
- 2016-in corso : Giardino paesaggistico nella provincia di Guangdong (Cina).

Concorsi e Studi

### Libri
Pubblicazioni di Paul Andreu di architettura
- (FR) Paul Andreu, J'ai fait beaucoup d'aérogares : les dessins et les mots, Parigi, Descartes & Cie, 1998, ISBN 2-910301-92-3, bnf:36971901 .
- (FR) Paul Andreu, L'Opéra de Pékin : le roman d'un chantier, Parigi, Chêne, 2007, ISBN 978-2-84277-776-0, bnf:41148202 .
- (FR) Paul Andreu e Nathalie Roseau, Paris CDG1, Parigi, Éd. B2, 2014, ISBN 978-2-36509-035-3, bnf:43818752 .

Altre pubblicazioni di Paul Andreu
- (FR) Paul Andreu, L'archipel de la mémoire : récit, Parigi, L. Scheer, 2004, ISBN 2-915280-67-3, bnf:39947901 .
- (FR) Paul Andreu, La maison, Parigi, Stock, 2008, ISBN 978-2-234-06193-4, SBN BCT0021863, bnf:41407156 .
- (FR) Paul Andreu, Les eaux dormantes : roman, Bruxelles, les Impressions nouvelles, 2010, ISBN 978-2-87449-099-6, bnf:42275325 .
- (FR) Paul Andreu, Lettre à un jeune architecte, Saint-Clément, Fata Morgana, 2011, ISBN 978-2-85194-787-1, bnf:42374241 .
- (FR) Paul Andreu, Y avait-il des oiseaux ?, Saint-Clément, Fata Morgana, 2011, ISBN 978-2-85194-788-8, bnf:42374255 .
- (FR) Paul Andreu, Archi-mémoires : Entre l’art et la science, la création, Parigi, O. Jacob, 2013, ISBN 978-2-7381-2951-2, bnf:43623717 .
- (FR) Paul Andreu, Enfin : roman, Parigi, Gallimard, 2014, ISBN 978-2-07-014423-5, bnf:43779173 .
- (FR) Paul Andreu, Deux lettres à un jeune architecte, Saint-Clément, Fata Morgana, 2016, ISBN 978-2-85194-975-2, bnf:45160410 .

## Distinzioni

### Premi
- 1976 : Grande médaille d'argent, prix J-F. Delarue, dell'Académie d'architecture (Francia)
- 1977 : Grand prix national de l'architecture (Francia)
- 1981 : Citazione "Construction's Man of the Year", della rivista Engineering Nexs-Recors (Stati Uniti)
- 1989 : Grand prix Florence Gould, dell'Académie des beaux-arts (Francia)
- 1990 : Licence de première catégorie d'architecture au Japon (Giappone)
- 1990 : "Prix spécial du jury du plus bel ouvrage de construction métallique", del Syndicat de la construction métallique de France (Parigi, Francia)
- 1994 : Lauréat du Vinci de la Construction (Italia)
- 1995 : Prix Nikkei BP Technology Award's, della rivista Nikkei BP (Giappone)
- 1995 : Premio dell'Architectural Institute of Japan (Tokyo, Giappone)
- 1995 : Prix Structural Steel Design * wards Scheme (Regno Unito)
- 1995 : Aga Khan Award for Architecture (Giacarta, Indonesia)[22]
- 1996 : Chargé d'études architecturales au Musée de la Mer d'Osaka (Giappone)
- 1996 : Prix spécial dell'Association Aéronautique et Astronautique de France (Francia)
- 2006 : Crystal Globe – Award dell'International Academy of Architecture (Sofia, Bulgaria)[23].